# Zitha rivulata
Zitha rivulata är en fjärilsart som beskrevs av Moore 1884. Zitha rivulata ingår i släktet Zitha och familjen mott. Inga underarter finns listade i Catalogue of Life.